# Мала сова
Мала сова, врапчарка или мали ћук (лат. Glaucidium passerinum), врста је птице која припада реду сова (Strigiformes), породици правих сова (Strigidae). Ова врста је најмања европска сова, која је једва нешто већа од чворка. Врапчарка је смеђег перја с белим тачкицама. Гнезди се у напуштеним дупљама детлића, а храни малим птицама и глодарима које лови претежно у сумрак. Мала сова је на листи строго заштићених врста птица у Србији. Живе 6-7 година у дивљини, а у заточеништву и дуже.

## Опис врсте
Мала сова је покривена меким перјем које је на леђима тамне боје док је на стомаку са бело тамним пјегама. На глави има велике жуте очи и кљун. Има кратке ноге и реп дуг неколико центиметара. Женке су нешто веће од мужјака, дужине тела 17,4 до 19 cm и могу бити тешке од 67-77 грама, док су мужјаци велики 15,2 до 17 cm и тешки 50-65 грама.

## Начин живота

### Исхрана
Лови ноћу и дању. Мали ћукови углавном се хране глодарима: пацовима, леминзима и мишевима. Лови и мање птице, гуштере, шишмише, рибе и пчеле. Кад је зима, једе чак и друге ћукове.

### Размножавање
Женка у гнездо дрвета снесе 4-7 јаја величине 25x10 mm у априлу или мају и на њима лежи четири недеље. Касније се излегу птићи дуги неколико центиметара који након неколико дана имају црнкасто перје.

## Распрострањеност
Мале сове су распрострањене на територији Средње северни Европе и Сибира. Најчешћи су у тајгама, па имају способност да могу издржати велике хладноће. Углавном живи у црногоричним шумама и у планинама. Такође је распрострањена у Скандинавији и на Алпама.

## Галерија
- Museum specimen